# Norman Power
Norman Sandiford Power (født 31. oktober 1916 i bydelen Islington i London, død maj 1993 i Birmingham-området) var en engelsk præst, kannik og forfatter. Han er kendt for fantasyserien Firland.

## Opvækst, præstegerning og familie
Power blev født i London-bydelen Islington i 1916 og voksede op i Newcastle upon Tyne. Forældrene var præsten Walter Sandiford Power og hans kone May Power, født Dixon. I 1926 flyttede familien til Birmingham. Efter endt skolegang studerede Power på University of Oxford og fik bachelorgrader i historie (1938) og teologi (1940) og blev master i historie (1942). Fra 1940 virkede Power som præst i Den anglikanske kirke i Birmingham-området. Fra 1952 til 1988 var han præst i Birmingham-bydelen Ladywood. Fra 1965 han var tillige kannik i Birmingham. Han blev gift med Jean Edwards 17. april 1944. Parret fik 4 børn.
Sammen med Jean engagerede Power sig i socialt arbejde i sit sogn hvor de blandt andet arrangerede ture og ferier for mange af områdets børn.
Power fik et slagtilfælde i 1988 som tvang ham til at stoppe arbejdet som præst.

## Forfatter
Power skrev flere fagbøger, bl.a. om hypnose og sociale problemer i hans distrikt, samt regelmæssigt til flere aviser og tidsskrifter. I 1971 udgav han digtsamlingen Ends of Verse.
Børnenes godnathistorier blev til fantasy-børnebogsserien Firland med tre bøger som udkom fra 1970 til 1974. Det første bind blev udgivet på islandsk, og alle tre er udgivet på dansk oversat af Carl J. Frejlev (1893-1981), men kun de to første bøger udkom på originalsproget engelsk. Seriens univers er inspireret af Tolkien og C.S. Lewis' værker. Også elementer fra Kong Arthur-historierne af T.H. White og Malory samt Asterix har påvirket serien.
Power havde allerede mødt Tolkien ved et foredrag i Lovelace Society i 1938, og de korresponderede lidt kort før Tolkiens død i 1973. Efterfølgende skrev Power nogle artikler om hans forbindelse til Tolkien.

## Eftermæle
Plejehjemmet "Norman Power Centre" i Ladywood, Birmingham som blev bygget i 2008, er opkaldt efter Norman Power.